# Monterubbiano
Monterubbiano este o comună din provincia Fermo, regiunea Marche, Italia, cu o populație de 2420 locuitori și o suprafață de 32,24 km².

## Demografie
Monterubbiano - evoluția demografică

|  | Graficele sunt indisponibile din cauza unor probleme tehnice. Mai multe informații se găsesc la Phabricator și la wiki-ul MediaWiki. |

Date: Recensăminte sau birourile de statistică - grafică realizată de Wikipedia